# Erythrodolius dubiosus
Erythrodolius dubiosus là một loài tò vò trong họ Ichneumonidae.